# Mistrzostwa Rumunii w piłce nożnej (1926/1927)
Mistrzostwa Rumunii 1926/1927 – 15. sezon najwyższej klasy rozgrywkowej w Rumunii. Tytuł obroniła drużyna Chinezul Timișoara, pokonując w finale zespół Colțea Braszów. Mistrzostwa były rozgrywane systemem pucharowym.

## Uczestniczące zespoły
| Region     | Klub                           |
| ---------- | ------------------------------ |
| Arad       | AMEF Arad                      |
| Braszów    | Colțea Braszów                 |
| Bukareszt  | Unirea Tricolor Bukareszt      |
| Czerniowce | Makkabi Czerniowce             |
| Kiszyniów  | Mihai Viteazul Kiszyniów       |
| Kluż       | Universitatea Kluż             |
| Gałacz     | Dacia Vasile Alecsandri Gałacz |
| Satu Mare  | Olimpia Satu Mare              |
| Sybin      | Hermannstädter Turnverein      |
| Timișoara  | Chinezul Timișoara             |

## Wyniki rundy finałowej
| Gospodarz                 | – | Gość                      | Wynik     |
| ------------------------- | - | ------------------------- | --------- |
| Hermannstädter Turnverein | – | Unirea Tricolor Bukareszt | 2:3 (0:0) |
| Mihai Viteazul Kiszyniów  | – | Makkabi Czerniowce        | 6:0 (3:0) |

### Ćwierćfinały
| Gospodarz                      | – | Gość                     | Wynik                          |
| ------------------------------ | - | ------------------------ | ------------------------------ |
| Dacia Vasile Alecsandri Galați | – | Colțea Brașov            | 1:7 (0:3)                      |
| Unirea Tricolor Bukareszt      | – | Mihai Viteazul Kiszyniów | 4:4 (2:2, 3:3), 3:1 (0:0, 1:1) |
| Universitatea Kluż             | – | AMEF Arad                | 3:0 (1:0)                      |
| Chinezul Timișoara             | – | Olimpia Satu Mare        | 6:1 (4:1)                      |

### Półfinały
| Gospodarz          | – | Gość                      | Wynik     |
| ------------------ | - | ------------------------- | --------- |
| Colțea Brașov      | – | Unirea Tricolor Bukareszt | 4:1 (2:0) |
| Chinezul Timișoara | – | Universitatea Kluż        | 5:2 (3:1) |

### Finał
| Gospodarz          | – | Gość          | Wynik                          |
| ------------------ | - | ------------- | ------------------------------ |
| Chinezul Timișoara | – | Colțea Brașov | 2:2 (0:0, 2:2), 4:3 (2:2, 3:3) |